# 849 Ara
849 Ara је астероид главног астероидног појаса. Приближан пречник астероида је 61,82 , 
а средња удаљеност астероида од Сунца износи 3,154 астрономских јединица (АЈ). 
Инклинација (нагиб) орбите у односу на раван еклиптике је 19,485 степени, а орбитални период износи 2046,080 дана (5,601 година). Ексцентрицитет орбите астероида износи 0,196. 
Апсолутна магнитуда астероида износи 8,10 а геометријски албедо 0,266.
Астероид је откривен 9. фебруара 1912. године.